# 커크딕딕
커크딕딕 또는 커크작은영양(Madoqua kirkii)은 동아프리카에 서식하는 작은 영양의 일종이다. 4종의 딕딕 중의 하나이다. 6종의 아종이 알려져 있으며, 7번째 아종이 서남아프리카에 서식하는 것으로 추정하고 있다. 딕딕은 초식동물로 엷은 황갈색을 띠며, 이는 사바나 서식지에서 자신을 보호하기 역할을 한다. 1985년 맥도날드(MacDonald)가 측정한 기록에 의하면 커크딕딕은 최대 시속 42km까지 달릴 수 있다. 야생에서 수명은 5년 정도지만 10년을 넘을 수도 있다. 동물원 등에서 수컷은 최대 16.5년, 암컷은 18.4년을 살기도 한다.

## 아종
크게 4종의 아종으로 구분하지만 추가로 3~4종을 더 분류하기도 한다.
- M. k. kirkii Günther, 1880
- 카벤디쉬딕딕 (M. k. cavendishi) Thomas, 1898
- 다마라딕딕 (M. k. damarensis) Günther, 1880
- M. k. hindei Thomas, 1898

## 사진

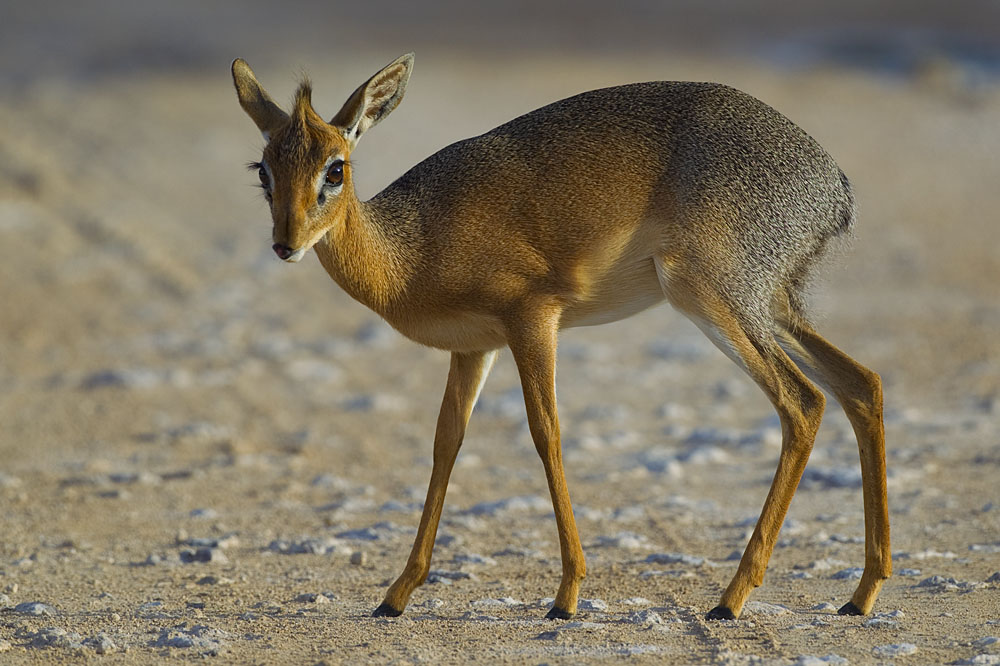
나미비아 이토샤 국립공원의 커크딕딕 암컷
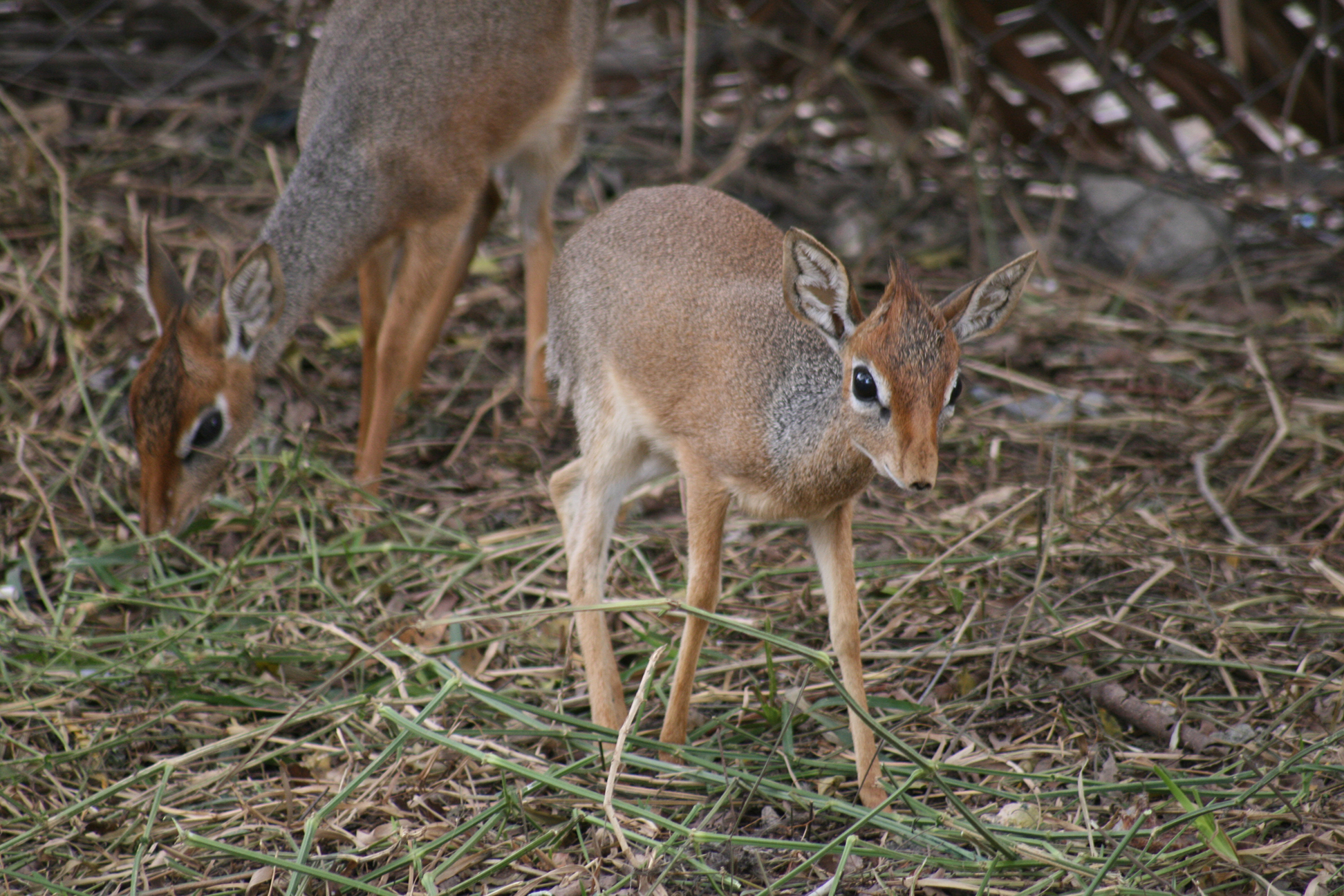
커크딕딕의 새끼
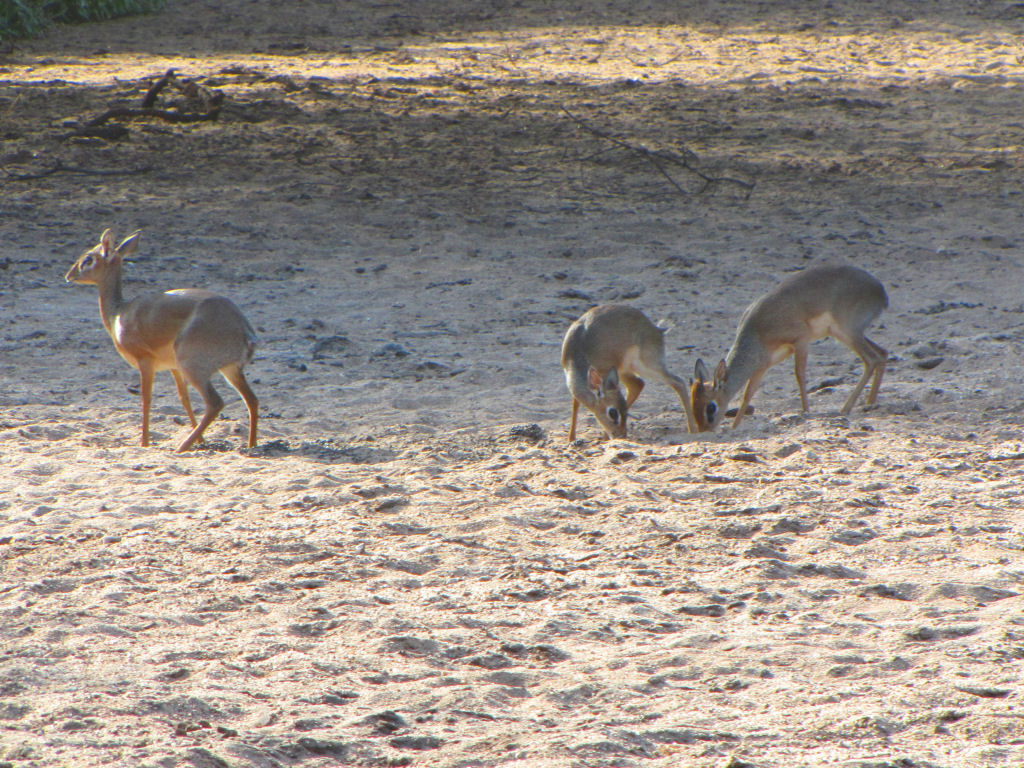
탄자니아 매니아라 호의 커크딕딕 가족
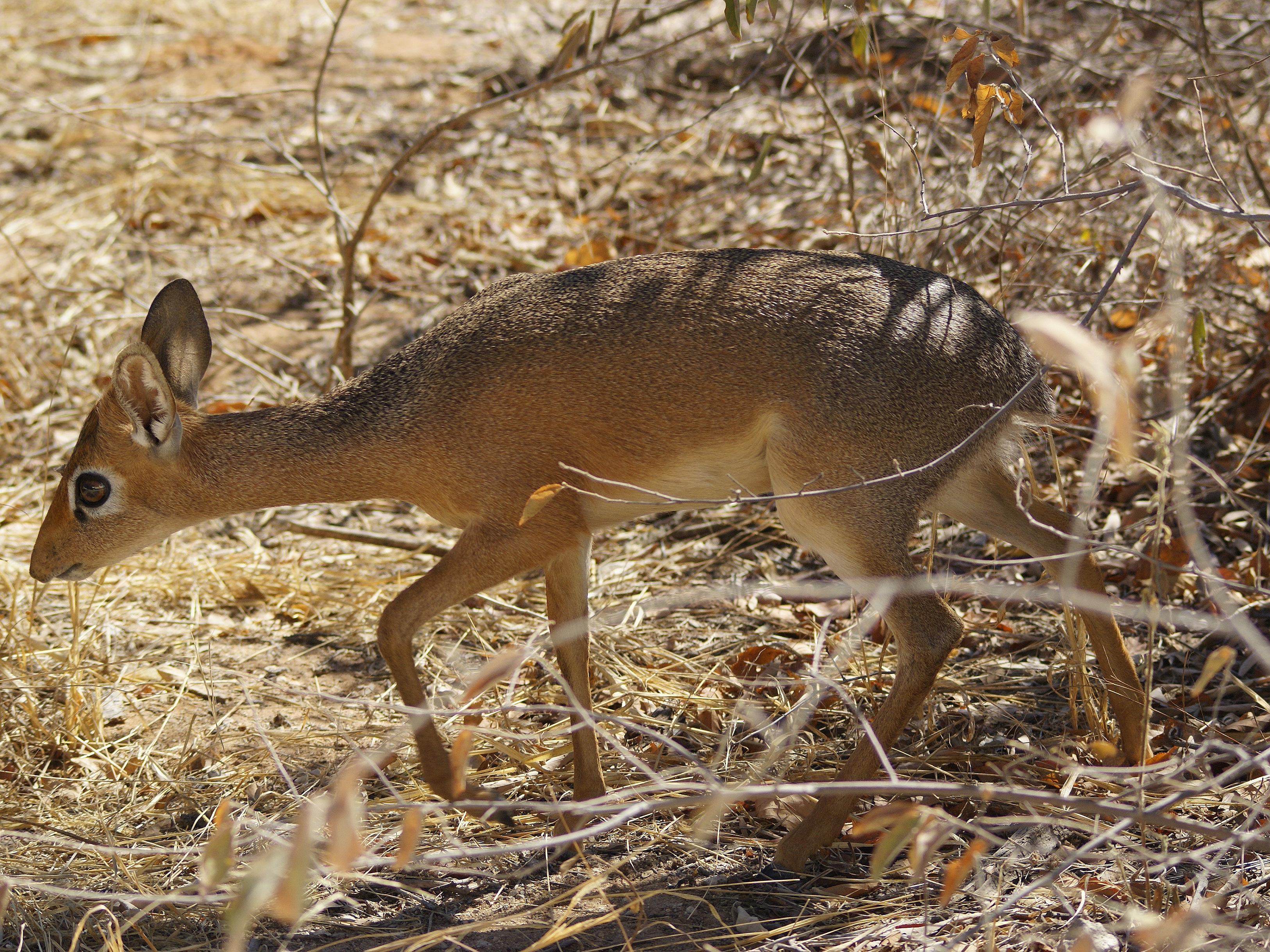
나미비아 이토샤 국립공원의 커크딕딕 수컷